# 貴州河流列表
貴州河流列表，列舉全部或部分在貴州省境內的河流，並依照流域排列；支流則由河口至源頭排序。

## 長江水系
- 長江
  - 洞庭湖
    - 沅江-清水江：跨省河流，下游稱沅江，位於湖南境內。
      - 酉水
        - 花垣河：跨省市河流，中游為湖南與重慶、貴州界河，下游位於湖南境內。

      - 辰水-錦江：跨省河流，下游稱辰水，位於湖南境內。
      - 无水-㵲陽河：跨省河流，下游稱无水，位於湖南境內。
      - 渠水：跨省河流，下游位於湖南境內。
      - 重安江
      - 龍頭江

  - 烏江：跨省河流，下游位於重慶境內。
    - 芙蓉江：跨省河流，下游位於重慶境內。
    - 洪渡河
    - 餘慶水
    - 清水江
      - 南明河
      - 獨水河

    - 湘江
    - 鴨池河
    - 猫跳河
    - 六冲河
    - 三岔河

  - 綦江：跨省河流，下游位於重慶境內。
  - 赤水河：跨省河流，下游位於四川境內、上游為貴州、四川界河，源流位於雲南境內。
  - 金沙江
    - 橫江
      - 洛澤河：跨省河流，下游位於雲南境內。

    - 牛欄江：跨省河流，上、下游位於雲南境內。

## 珠江水系
- 珠江
  - 西江
    - 浔江
      - 黔江
        - 柳江
          - 龍江-金城江-打狗河
            - 小環江：跨省河流，下游位於廣西境內。
            - 大環江：跨省河流，下游位於廣西境內。

          - 融江
            - 都柳江：跨省河流，下游位於廣西境內。
              - 寨蒿河
                - 瑞里河
                - 平江河
                  - 平永河

        - 红水河
          - 曹渡河：跨省河流，下游為貴州、廣西界河。
          - 蒙江
            - 漣江
            - 格凸河

          - 北盘江
            - 打幫河
            - 可渡河：跨省河流，中、下游為貴州、雲南界河，上游位於雲南境內。
            - 革香河：跨省河流，下游為貴州、雲南界河，中、上游位於雲南境內。

          - 南盘江：跨省河流，下游為貴州、廣西界河，上游位於雲南境內。
            - 馬別河
            - 黃泥河：跨省河流，下游為貴州、雲南界河，中游一度位於雲南境內。